# 萨拉尔普尔卡达尔
萨拉尔普尔卡达尔（Salarpur Khadar），是印度北方邦Gautam Buddha Nagar县的一个城镇。总人口10772（2001年）。

## 人口
该地2001年总人口10772人，其中男性6211人，女性4561人；0—6岁人口2098人，其中男1138人，女960人；识字率65.59%，其中男性为74.92%，女性为52.88%。